# Remo nos Jogos Sul-Americanos de 2010
As competições de remo nos Jogos Sul-Americanos de 2010 ocorreram entre 19 e 22 de março na Villa Náutica Embalse de Guatapé, em Guatapé. Catorze eventos foram disputados.

## Calendário
| Março | 17 | 18 | 19 | 20 | 21 | 22 | 23 | 24 | 25 | 26 | 27 | 28 | 29 | 30 | T  |
| ----- | -- | -- | -- | -- | -- | -- | -- | -- | -- | -- | -- | -- | -- | -- | -- |
| Remo  |    |    |    |    | 6  | 8  |    |    |    |    |    |    |    |    | 14 |

## Medalhistas
Masculino
| Evento                    | Ouro                                                                                     | Prata | Bronze |
| Skiff simples             | Cristian Rosso ARG Argentina                                                             | Jhonatan Esquivel URU Uruguai                                                                                     | Ailson Silva BRA Brasil                                                                                                 |
| Skiff simples peso leve   | Ailson Silva BRA Brasil                                                                  | Rodrigo Ideus Forero COL Colômbia                                                                                 | Jackson Vincent VEN Venezuela                                                                                           |
| Skiff duplo               | Santiago Fernandez Sebastian Fernandez ARG Argentina                                     | Jhonatan Esquivel Santiago Menese URU Uruguai                                                                     | Thiago Almeida Thiago Carvalho BRA Brasil                                                                               |
| Skiff duplo peso leve     | Rodolfo Collazo Emiliano Dumestre URU Uruguai                                            | Cesar Amarais Jose Guipe VEN Venezuela                                                                            | Abraham Esteban Gonzalez Carvajal Francisco Ruiz Gavilan CHI Chile                                                      |
| Skiff quádruplo           | Alejandro Cucchietti Santiago Fernandez Sebastian Fernandez Cristian Rosso ARG Argentina | Rodolfo Collazo Emiliano Dumestre Jhonatan Esquivel Santiago Menese URU Uruguai                                   | Thiago Carvalho Ailson Silva Ronaldo Vargas Roque Zimmermann BRA Brasil                                                 |
| Skiff quádruplo peso leve | Agustin Campassi Miguel Mayol Matias Molina Felipe Taglianut ARG Argentina               | Jose Guipe Cesar Amarais Ali Leiva Jackson Vincent VEN Venezuela                                                  | Lorenzo Tomas Candia Sandoval Bernardo Guerrero Diaz Claudio Andres Ochoa Saavedra Felipe Hernan Recart Parra CHI Chile |
| Dois sem peso leve        | Miguel Angel Cerda Silva Fabian Oyarzun Zbinden CHI Chile                                | Carlo Lauro Pablo Manhic ARG Argentina                                                                            | Alisson Araujo Ronald Brito BRA Brasil                                                                                  |
| Quatro sem peso leve      | Mario Cejas Nicolai Fernandez Carlo Lauro Pablo Manhic ARG Argentina                     | Miguel Angel Cerda Silva Rodrigo Rodolfo Munoz Santibanez Fabian Oyarzun Zbinden Felipe Oyarzun Zbinden CHI Chile | Leandro Atoji Renato Azevedo João Borges Junior Renan Castro BRA Brasil                                                 |

Feminino
| Evento                  | Ouro                                                                | Prata                                                                   | Bronze |
| Skiff simples           | Gabriela Best ARG Argentina                                         | Soraya Iffat Jadue Arriaza CHI Chile                                    | Kissya Costa BRA Brasil                                                                                                |
| Skiff simples peso leve | Milka Kraljev ARG Argentina                                         | Alexandra Mosqueira Benitez Gabriela PAR Paraguai                       | Luciana Granato BRA Brasil                                                                                             |
| Skiff duplo             | Fabiana Beltrame Carolina Rocha BRA Brasil                          | Laura Abalo Lucia Palermo ARG Argentina                                 | Maria Jose Gutierrez Montoya Natalia Camila Tord Sanchez PER Peru                                                      |
| Skiff duplo peso leve   | Milka Kraljev Clara Rohner ARG Argentina                            | Camila Carvalho Luciana Granato BRA Brasil                              | Joselin Izaze Kimberlin Meneses VEN Venezuela                                                                          |
| Skiff quádruplo         | Laura Abalo Lucia Palermo Clara Rohner Anabela Torres ARG Argentina | Fabiana Beltrame Camila Carvalho Kissya Costa Carolina Rocha BRA Brasil | Daniela Johanna Gonzalez Hernandez Soraya Iffat Jadue Arriaza Florencia Lapostol Piederit Pamela Linco Olave CHI Chile |
| Dois sem                | Laura Abalo Gabriela Best ARG Argentina                             | Fabiana Beltrame Kissya Costa BRA Brasil                                | Maria Jose Gutierrez Montoya Natalia Camila Tord Sanchez PER Peru                                                      |

## Quadro de medalhas
| Ordem | País      | Medalha de ouro | Medalha de prata | Medalha de bronze | Total |
| ----- | --------- | --------------- | ---------------- | ----------------- | ----- |
| 1     | Argentina | 10              | 2                |                   | 12    |
| 2     | Brasil    | 2               | 3                | 7                 | 12    |
| 3     | Uruguai   | 1               | 3                |                   | 4     |
| 4     | Chile     | 1               | 2                | 3                 | 6     |
| 5     | Venezuela |                 | 2                | 2                 | 4     |
| 6     | Colômbia  |                 | 1                |                   | 1     |
| 6     | Paraguai  |                 | 1                |                   | 1     |
| 8     | Peru      |                 |                  | 2                 | 2     |
| TOTAL | TOTAL     | 14              | 14               | 14                | 42    |